# 里斯·弗里杰什
里斯·弗里杰什（匈牙利語：Riesz Frigyes，發音：[ˈriːs ˈfriɟɛʃ]，1880年1月22日—1956年2月28日），匈牙利数学家，在泛函分析领域有基础性贡献。